# ایلرتیسن
شهر ایلرتیسندر ایالت بایرن در کشور آلمان واقع شده‌است.